# مكتب الشرق الأقصى المشترك

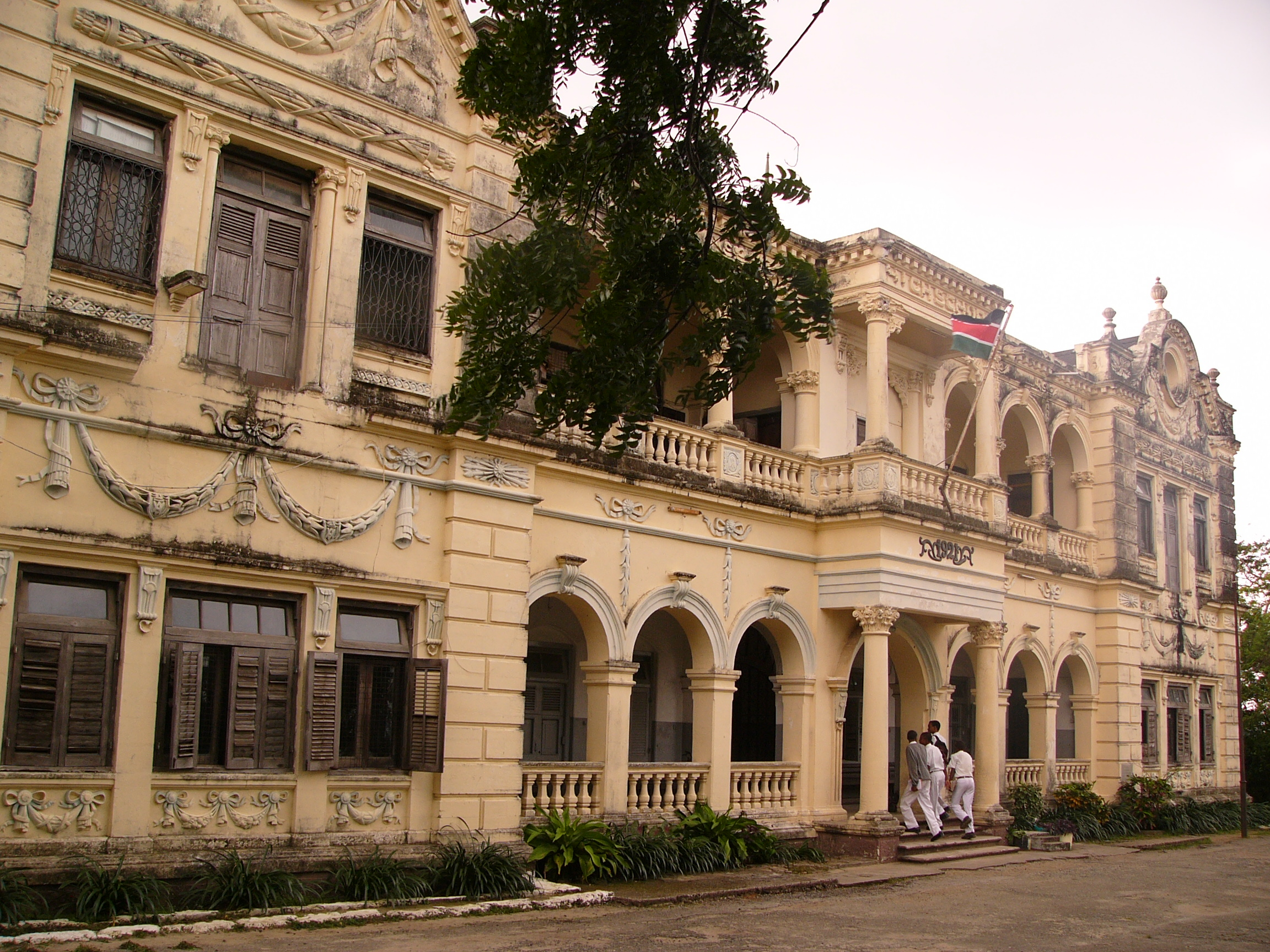

مكتب الشرق الأقصى المشترك، محطة نائية لمدرسة الترميز والتشفير البريطانية، وأسست المدرسة في هونغ كونغ في مارس من عام 1935 لمراقبة الاستخبارات وحركة الراديو اليابانية، وكذلك الصينية والروسية (السوفيتية). وانتقلت لاحقًا إلى سنغافورة، كولومبو (سيلان)، كيلينديني (كينيا)، ثم عادت إلى كولومبو.

## هونغ كونغ
كان مكتب الشرق الأقصى المشترك واقعًا في مبنى للمكاتب في المسفن البحري، مع حارس مسلح على الباب (الذي ينفي أي محاولة للسرية). وكان موقع الاعتراض على جزيرة ستونكترز، والتي تبعد أربعة أميال على الجهة المقابلة للميناء، ومحصنة بمجموعة من اثني عشر من جنود سلاح الجو الملكي والبحرية الملكية البريطانية (ولاحقًا أربعة من أخصائيي الإشارة في الجيش). كان قسم تفكيك الرموز أو القسم Y يحتوي على المترجمين اليابانيين، الصينيين والروس، تحت إمرة صراف رواتب البحرية الملكية آرثر (هاري) شاو، مع ديك ثاتشر ونيل بارناهام. وترأس مكتب الشرق الأقصى المشترك رئيس أركان الاستخبارات الكابتن جون والر، ولاحقًا ترأسها الكابتن ف. جي. ويلي.
كان شاو يتعامل بشكل مباشر مع مدرسة الترميز والتشفير ورئيس أركان الشرق الأقصى في شنغهاي، ولكنه وجد أن والر توقع مرور كل شيء من خلاله، وأعطى اهتمامًا قليلًا بشأن إبقاء المصادر سرية. ولذلك بحلول عام 1936 كان اثنان من كبار ضباط البحرية بالكاد يتحدثان. ووجد الكولونيل فالنتاين بوركهارت عند وصوله عام 1936 أن المكتب كان مُقحمًا في "حرب عصابات"، بالرغم من موافقتهم في النهاية على أنهم لا يمتلكون سلطة على استعمال تقارير الاستخبارات.
كان عمل القسمY  مبدئيًا هو التركيز على ثلاثة رموز وشيفرات رئيسية للبحرية اليابانية؛ شيفرة البحرية اليابانية العامة، رمز ضابط العَلَم و«تاسوغار» أو رمز التبليغ الأساسي المستعمل للبحرية للتبليغ عن إبحار السفن المنفردة. وتم تأسيس فصيل عام 1938 لمهاجمة الأنظمة التجارية اليابانية ولتعقب قوافل المؤن. وقد أُعيدت الكثير من الرسائل منذ عام 1936 إلى لندن، ليفك تشفيرها جون تيلتمان، الذي فك شيفرة النسخة الأولى من JN-25 عام 1939.

## سنغافورة
في أغسطس 1939، وقبل اندلاع الحرب في ألمانيا بفترة قصيرة، انتقل مكتب الشرق الأقصى المشترك إلى سنغافورة على متن سفينة إج إم أس برمنغهام خوفًا من الهجوم الياباني. وتم إبقاء طاقم هيكلي لمفكك الرموز (ألف بينيت) وتُرك أربعة من مشغلي الاعتراض في هونغ كونغ، وألقي القبض عليهم من قبل اليابانيين في يوم عيد الميلاد عام 1941.
انتقل مكتب الشرق الأقصى المشترك إلى قاعدة سيليتار البحرية، ومحطات الاعتراض إلى كرانجي. وصلت وحدة الاعتراض "Y" التابعة للقوة الجوية الملكية و 52 وحدة لا سلكية إلى سنغافورة في بداية شهر نوفمبر عام 1941. عندما كانت حديقة بلتشلي تركز على شيفرات الإنيغما الألمانية، انتقل العديد من الفصيل البحري الياباني في هت 7 إلى مكتب الشرق الأقصى المشترك، سنغافورة. وبحلول مايو 1940 كان هناك أربعون شخصًا يعملون على JN-25 فقط، وهم الذين باستطاعتهم قراءة الرسائل البسيطة. أُدخل كتاب الرموز الجديد JN-25B في 1 ديسمبر 1940، ولكن تم فك رموزه في الحال بسبب عدم تغيير الإضافات.
كان هناك تقاطع مع محطة كاست في كوريجدور، والتي كانت في وضع أفضل لاعتراض رسائل IJN، بسبب قدرة مكتب الشرق الأقصى المشترك فقط على التلقي من أسطول مشترك في مياه البلاد ليلًا. وتعاون مكتب الشرق الأقصى المشترك كذلك مع موقع الاعتراض للمحطة 6 للجيش الأمريكي في فورت ماكينلي قرب مانيلا. أُرسلت إلى مكتب الشرق الأقصى المشترك إحدى الآلات الأمريكية البنفسجية من حديقة بلتشلي في سفينة حربية. ومن المفترض إرسالها بسفينة حربية أو نقل عسكري، وتم شحنها بحرًا في دوربان إلى سفينة الشحن سوزيكس. وقال ربان السفينة إنه رسا بها في مخزن البحرية في سنغافورة في نهاية ديسمبر 1941، ولكن ضابط المخازن البحرية أنكر أي معرفة بخصوصها؛ بظنه أنها تحطمت أو أغرقت في البحر. ولكن آلة جدولة هولريث والتي تنقص جزءًا رئيسيًا، وتمت استعارتها من سكك الحديد الهندية في بومباي وصلت بسلام إلى كولومبو.
تعاون مكتب الشرق الأقصى المشترك أيضًا مع (الغرفة 14)، الوحدة الهولندية في كلية باندونغ التقنية في جافا. ذهب بعض الناس العاملين في مكتب الشرق الأقصى المشترك إلى هناك في البداية بعد سقوط سنغافورة. القائد-الملازم ليو برووير، عالم لغوي ياباني في كامبر 14 أُجلي إلى كولومبو، ثم إلى كيلينديني، ولاحقًا هت 7.

## كولومبو، سيلان
مع تقدم اليابانيين إلى شبه جزيرة مالاي، ذهب مفككو الرموز للجيش والقوة الملكية الجوية إلى المركز التجريبي اللا سلكي في دلهي، الهند.
ذهب مفككو الرموز التابعون إلى البحرية الملكية إلى كولومبو، سيلان في يناير عام 1942، على سفينة الجند ديفونشاير (مع 12 من سيارات مفككي الرموز كبضائع مشحونة على سطح السفينة). واستولي على كلية بيمبروك وهي مدرسة أولاد هندية، كمركز مشترك لفك الرموز والاعتراض اللا سلكي. وقد عمل مكتب الشرق الأقصى المشترك لصالح الأدميرال سير جيمس سومرفيل، رئيس أركان الأسطول الشرقي للبحرية الملكية.
أراد المكتب في البداية الانتقال إلى أستراليا، ولكن يقال أنه قيل لهم من قبل مدير اتصالات الإشارات، القائد الملازم جاك ب. نيومان أن منشآتهم لم تكن متاحة. وارتبك الكثيرون منذ ذلك الحين حول سبب قول هذا لهم، بالرغم من أن نيومان «لم تكن لديه نية بالسماح للبريطانيين بالمجيء وإدارة الأمور»؛ فقد أرادو مصادرة جميع محطات اعتراض أستراليا لاستخدامهم الخاص.

## كيلينديني، كينيا
انتقل أغلب مفككي الرموز التابعين للبحرية الملكية في أبريل 1942 إلى كيلينديني بالقرب من مومباسا في كينيا، بسبب هجوم وحدة الحربية اليابانية على كولومبو. وتُرك اثنان من مفككي الرموز مع مشغل لا سلكي مدني في كولومبو. وتم الاستيلاء على مدرسة أولاد هندية في أليدينا تبعد حوالي ميل خارج مومباسا وتُطل على المحيط الهندي، ولهذا السبب أصبح الاسم أج أم أس أليدينا.
كانت عمليات الراديو أسوأ من التي في كولومبو، مع استلام الإشارات اليابانية القوية فقط. بالإضافة إلى ذلك، كانت فروميل -الوحدة الأمريكية-الأسترالية-البريطانية في ميلبورن والتي حلّت محل كاست معارضةً لتبادل المواد. كان الآمر الأمريكي رودولف فابيان صعبًا في التعامل، وكان متحيزًا ضد البريطانيين وحصل له صِدام شخصي مع إيريك نيف (بالرغم من كون نايف أستراليًا، فقد كان ضابطًا في البحرية الملكية). وكانت هناك شكاوى أيضًا على فابيان وفروميل من مقر ماك آرثر، بالرغم من عدم كون ماك آرثر معنيًا بهذا الخصوص (انظر أيضًا المكتب المركزي).
ولكن في سبتمبر عام 1942 تمكنت كيلينديني من حلّ رمز الملاحة التجارية اليابانية (JN-40)، بسبب إرسال رسالة لمرَّتين مع بيانات إضافية. وكانت شيفرة تحويل، لم تكن رمزًا فائق-التشفير مثل JN-25. وقد فكّوا أيضًا شيفرة JN-152 وهي شيفرة تحويل وتبديل بسيطة لتحذيرات الملاحة و JN-167المنيعة فيما مضى، شيفرة ملاحة تجارية أخرى. مكنت هذه النجاحات قوات التحالف مثل الغواصات من مهاجمة سفن المؤن اليابانية، وتسببت في تكبد الأسطول التجاري الياباني خسائر بمقدار 90 بالمئة بحلول أغسطس 1945.

## العودة إلى كولومبو
عاد مكتب الشرق الأقصى المشترك مجددًا إلى كولومبو؛ بدأ الانتقال في أغسطس 1943، مع وصول الطليعة في سيلان في 1 سبتمبر. وقُتل ثمانية مشغلي رين تايبيكس (آلة ترميز) في فبراير 1944، عندما أُغرقت سفينتهم «الخديوي إسماعيل» على الطريق من كينيا إلى سيلان بواسطة غواصة يابانية.
كان الموقع المُختار هو نادي رويال كولومبو للغولف الذي يبعد 6 أميال عن المقر في كولومبو، وبالنتيجة، أصبح الاسم أج أم أس أندرسون. أراد بروس كيث موقعًا في الجزء الداخلي من البلاد لاستقبال أفضل، ولكن رئيس موظفي الاستخبارات للمقر الرئيسي للأسطول الشرقي أصَرَّ على أن الوصول إلى مفككي الرموز يجب أن يكون سهلًا من قبل المقر الرئيسي. بينما كان الاستقبال أفضل في كيلينديني، فقد أثر عليه خط كهرباء قريب بقوة 33 كيلو فولت ومضمار سباق.

## آرثر شاو
كان أمين الصندوق آرثر (هاري) شاو مفكك رموز للبحرية الملكية في مكتب الشرق الأقصى المشترك في هونغ كونغ ومن ثم في سنغافورة. أسس مكتب الشرق الأقصى المشترك، وترأَس القسم الدبلوماسي. وكانت رتبته نقيب صرف الرواتب، وقائدًا ملازم لاحقًا. وعندما كان طالب لغة البحرية الملكية في اليابان في العشرينيات، حصل على 810 من أصل 1000 (81%) في اختبار في السفارة البريطانية (حصل إيريك نايف على 910).

## الاستنتاج
كتب سميث: الآن فقط بدأ مفككو الرموز البريطانيين (مثل جون تيلتمان، هيو فوس وإيريك نايف) بالحصول على الاعتراف الذي يستحقونه لفكهم رموز وشيفرات اليابانيين.